# جائزة الكرة الذهبية 1971
جائزة الكرة الذهبية 1971، جائزة سنوية تُعطى لأفضل لاعب كرة القدم في العالم من طرف مجلة فرانس فوتبول الفرنسية، كما تقرره لجنة دولية من الصحفيين الرياضيين، وفاز بالجائزة في 1971 اللاعب الهولندي يوهان كرويف لاعب أياكس أمستردام. ويعتبر أول لاعب من أياكس أمستردام يفوز بالجائزة.

## الترتيب
| الترتيب | اللاعب        | النادي          | الجنسية          | النقاط |
| ------- | ------------- | --------------- | ---------------- | ------ |
| 1       | يوهان كرويف   | أياكس أمستردام  | هولندا           | 116    |
| 2       | ساندرو مازولا | إنتر ميلان      | إيطاليا          | 57     |
| 3       | جورج بست      | مانشستر يونايتد | أيرلندا الشمالية | 56     |